# Joo Sung-hwan
Đây là một tên người Triều Tiên, họ là Joo.
Joo Sung-Hwan (tiếng Hàn: 주성환; sinh ngày 24 tháng 8 năm 1990) là một cầu thủ bóng đá Hàn Quốc thi đấu ở vị trí tiền đạo cho Ayutthaya ở Thai League 3.